# Kodoor (sông)

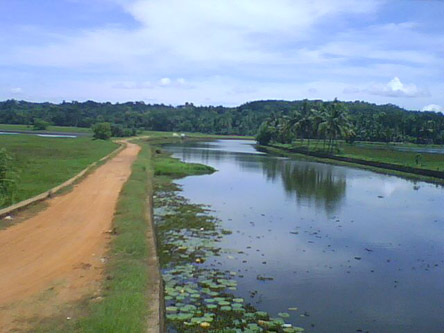

Sông Kodoor là một con sông chảy giữa 2 huyện Kottayam và Alappuzha, đều thuộc bang Kerala, Nam Ấn Độ.